# Ernst-Dieter Beck
Ernst-Dieter Beck (* 2. Oktober 1940 in Gohfeld; † 29. April 2018 in Fröndenberg/Ruhr) war ein deutscher Serienmörder und der erste wegen Mordes Angeklagte in der deutschen Rechtsgeschichte, an dem ein Chromosomentest angewandt wurde.

## Verbrechen
Der wegen Diebstahls, Betruges, Urkundenfälschung, Körperverletzung und sexueller Nötigung mehrfach vorbestrafte Beck erwürgte am 8. April 1961 die 23-jährige Angestellte Ingrid K. Sie hatte einen Polterabend besucht, verschwand auf dem Nachhauseweg und wurde später erwürgt in einer Mühle bei Rehme aufgefunden. Der Fall erregte großes Aufsehen, weil alle 84 Polterabendgäste von der Kriminalpolizei sehr eingehend vernommen werden mussten. Die Polizei verfolgte über 1000 Spuren, ohne den Täter zu entdecken. Mehrere Personen wurden verdächtigt, darunter der Vater des Opfers, der seine Entlastung nicht mehr erlebte, weil er noch vor Becks Verhaftung starb.
Am 25. Mai 1965 ermordete Beck die 29-jährige Büroangestellte Ursula F. Diese hatte Beck in einem Tanzlokal kennengelernt und sie rief ihn noch selbst an, um mit ihm tanzen zu gehen. Nach mehreren Gaststättenbesuchen lud sie Beck in die zu dieser Zeit von ihr allein bewohnten Wohnung ihrer Mutter in Herford ein. Dort erwürgte er sie und verließ das Haus ungesehen. Da sie zu dieser Zeit eine Reise in die Niederlande geplant hatte, wurde sie nicht vermisst und erst nach zehn Tagen zufällig von Nachbarn entdeckt.
Am 28. Februar 1968 ermordete er die 21-jährige Büroangestellte Anneliese H. Sie wurde am nächsten Tag von einem Autofahrer in einem Bach bei Herford aufgefunden.

## Verhandlung
Aufgrund eines übereinstimmenden Fingerabdrucks aus der Wohnung von Ursula F. wurde Beck am 1. März 1968 verhaftet. Obwohl er die Taten leugnete, wurde er für eine psychiatrische Untersuchung in die Landesheilanstalt Marsberg eingewiesen. Erst dem dortigen Anstaltsleiter gestand er alle drei Tötungen.
Die Umstände, unter denen Beck zum Mörder wurde, veranlassten seinen Verteidiger, Rechtsanwalt Schlüter, einen Beweisantrag über die Einholung eines zytogenetischen Gutachtens durch das Institut für Humangenetik an der Universität Marburg zu stellen. In der forensischen Psychiatrie wurde die Auffassung vertreten, dass die Chromosomen-Verschiebung im geschlechtsbestimmenden 23. Chromosomenpaar von der Normalkombination XY bei Männern zu XYY eine Veranlagung zu Gewaltverbrechen zur Folge habe. In Verfahren gegen Mörder in den USA und in Frankreich hatten entsprechende Testergebnisse schon zu Strafmilderungen geführt.
Während im Prozess gegen den Kindermörder Jürgen Bartsch das Schwurgericht Wuppertal einen solchen Antrag abgelehnt hatte, war der Bielefelder Landgerichtsdirektor Aurich mit dem Antrag einverstanden, auch die Staatsanwaltschaft erhob keine Einwände. Es war das erste Mal in der deutschen Kriminal- und Rechtsgeschichte, dass ein wegen Mordes Angeklagter einem Chromosomen-Test unterworfen wurde. Aus dem vom Marburger Institut für Humangenetik erarbeiteten Gutachten ging hervor, dass bei dem Angeklagten Beck nach den bisher angewandten Untersuchungsmethoden mit einer an Sicherheit grenzenden Wahrscheinlichkeit keine Verschiebung von XY zu XYY vorlag. Beck besaß also die normale Chromosomen-Kombination und konnte von dieser Seite aus mit keiner Strafmilderung rechnen.
Am 4. November 1968 wurde er wegen dreifachen Mordes zu drei Mal lebenslanger Freiheitsstrafe verurteilt. Diese verbüßte er in der Justizvollzugsanstalt Werl. Er starb 2018 im Justizvollzugskrankenhaus Nordrhein-Westfalen.